# Монголо-Маньчжурський степ
Монголо-Маньчжурський степ — екорегіон біому помірні луки, савани і чагарники розташований у Монголії і півночі Китаю.

## Розташування
Монголо-Маньчжурський степ має площу 887,300 км². Екорегіон має форму великого півмісяця навколо пустелі Гобі, простягається територією Центральної та Східної Монголії, східної частини Внутрішньої Монголії, Східної та Центральної Маньчжурії й на південному заході Північнокитайської рівнини. На північному сході та півночі, Селенга-Орхонський і Даурський лісостепи утворюють перехідну зону між степом і лісами Сибіру на півночі. На сході та південному сході степ переходить до помірних листяних і мішаних лісів, в тому числі маньчжурських мішаних лісів, листяних лісів Маньчжурської рівнини, і мішаних лісів Лесового плато. На південному заході, степ поширюється до річки Хуанхе, через степ плато Ордос.

## Флора
Домінуючою флорою є ковила (Stipa baicalensis, Stipa capillata, Stipa grandis, типчак (Festuca ovina), Aneurolepidium chinense, Filifolium sibiricuman, і Cleistogenes sqarrosa.
Південно-західні схили хребта Великий Хінган мають широколистяні ліси: дуб монгольський (Quercus mongolica), або мішані ліси тополі (Populus davidiana та Populus suaveolens), сибірської сріблястої берези (Betula platyphylla) і верби (Salix rorida).

## Фауна
- Фазан-вухань бурий (Crossoptilon mantchuricum) — єдиний ендемічний птах в екорегіоні
- Бабак (Marmota bobak)
- Вовк (Canis lupus)
- Дзерен (Procapra gutturosa)
- Кінь Пржевальського (Equus ferus przewalskii)
- Корсак (Vulpes corsac)